# Glory of the Morning
Glory of the Morning, död 1832, var en uramerikansk hövding. Hon var hövding i Hocąk Winnebago-stammen. Hon är den enda kvinnliga hövdingen i sin stams historia, och har också kallats den första kvinna som är omnämnd i Wisconsins skrivna historia. 